# Abu-Ubayda ibn al-Jarrah
Abu-Ubayda Àmir ibn Abd-Al·lah ibn al-Jarrah (àrab: أبو عبيدة عامر بن عبدالله بن الجراح, ʿAbū ʿUbayda ʿĀmir ibn ʿAbd Allāh ibn al-Jarrāḥ) (583-639), més conegut com a Abu-Ubayda ibn al-Jarrah, fou un company del profeta Muhàmmad, membre de la família Balhàrith de la tribu de Qurayx, del clan de Fihr. Fou un dels primers ciutadans de la Meca convertits a l'islam i un dels deu als que el Profeta va prometre el Paradís.
Va participar en les batalles de Badr (624) i Úhud (625) i després (630) fou enviat al Iemen a propagar la religió i va tornar a Medina abans del 632. Va tenir part decisiva en l'elecció d'Abu-Bakr as-Siddiq com a califa. El 633 va tenir el comandament d'un exèrcit de reforç enviat a Síria. Úmar ibn al-Khattab el va nomenar comandant en cap a Síria el 636 i després de la batalla del Yarmuk, en la qual va cedir el comandament a Khàlid ibn al-Walid, va prendre Jerusalem i conquerir Homs, Alep i Antioquia. El seu quarter general a Djabiya fou visitat pel califa el 638. Va morir el 639 víctima d'una epidèmia que afectava Síria.